# Bombus rohweri
Bombus rohweri là một loài Hymenoptera trong họ Apidae. Loài này được Frison mô tả khoa học năm 1925.